# Bőhm András
Bőhm András (Budapest, 1947. augusztus 17. –) magyar ügyvéd, politikus, országgyűlési képviselő. Az SZDSZ tagja.

## Életpályája
1966–1971 között az Eötvös Loránd Tudományegyetem Jogtudományi Karának (ELTE JTK) hallgatója volt. 1971–1973 között ügyvédjelölt volt. 1973-tól ügyvéd. 1990–1991 között a Budapesti Ügyvédi Kamara elnökségének tagja volt. 1992-től magánügyvéd.

### Politikai pályafutása
1990–1994 között a XI. kerület önkormányzati képviselője volt. 1994 óta a Fővárosi Közgyűlés tagja. 1994–2006 között frakcióvezető volt. 1998-ban országgyűlési képviselőjelölt volt. 2000–2001 között az SZDSZ ügyvivője volt. 2002–2010 között országgyűlési képviselő (Budapest) volt. 2002-ben, valamint 2009–2010 között a Nemzetbiztonsági bizottság tagja volt. 2002–2006 között az Ügyrendi bizottság tagja volt. 2002-ben az Oktatási és tudományos bizottság, az Idegenforgalmi bizottság és a Honvédelmi bizottság tagja volt. 2002–2006 között a Költségvetési és pénzügyi bizottság tagja volt. 2005–2007 között az országos tanács elnöke volt. 2006–2008 között az Önkormányzati és területfejlesztési bizottság tagja volt. 2007–2010 között a Mentelmi, összeférhetetlenségi és mandátumvizsgáló bizottság tagja volt. 2008–2009 között az Egészségügyi bizottság tagja volt.

## Családja
Szülei: Bőhm László és Mautner Erzsébet voltak. 1972-ben házasságot kötött Lajta Beátával. Három gyermekük született: Viktor (1974), Kornél (1977) és Andrea (1987).